# Schoorbakkehoeve

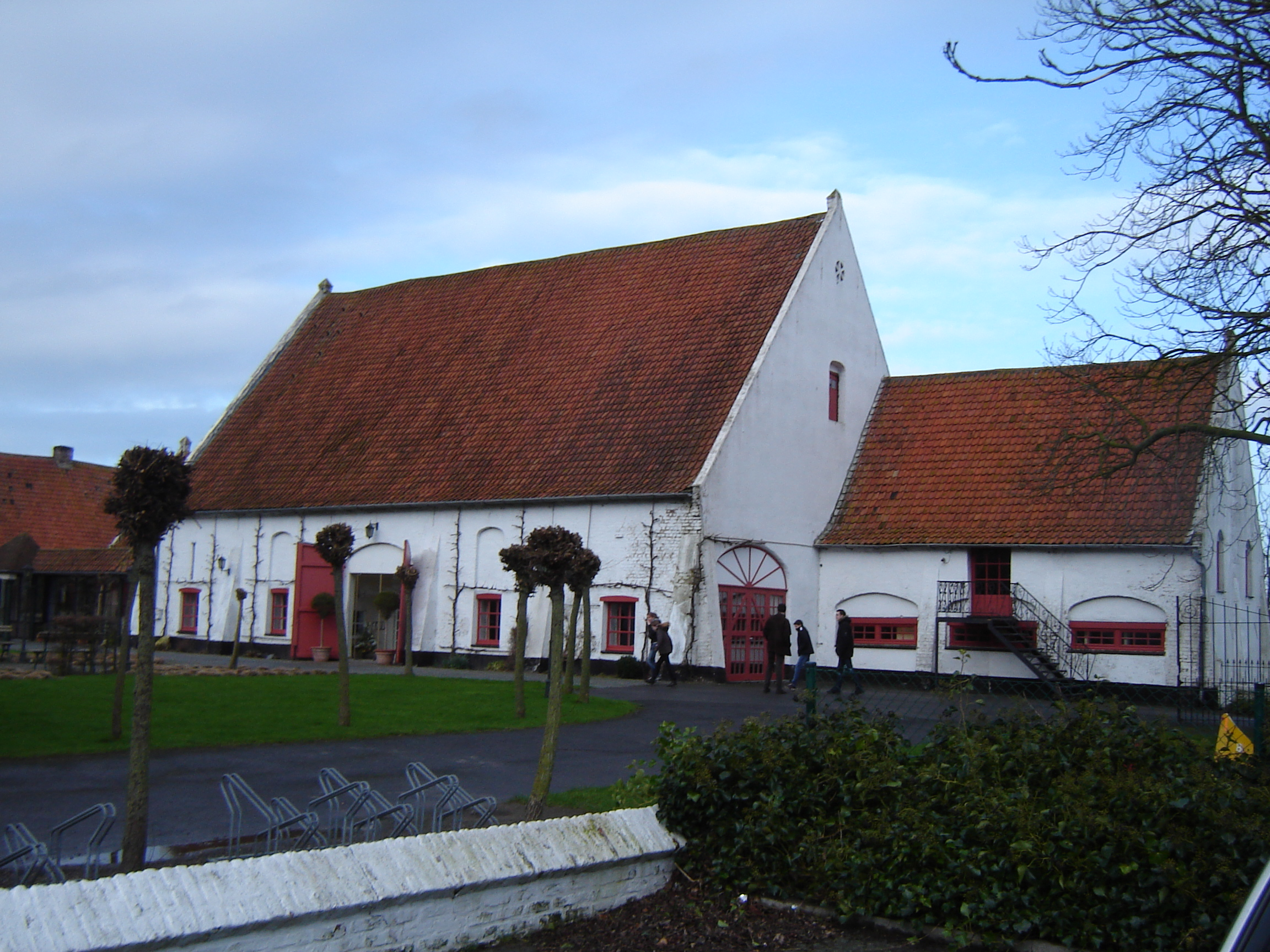
Schuur van de Schoorbakkehoeve

De Schoorbakkehoeve is een voormalige abdijhoeve in het Belgische dorp Schore. De hoeve ligt tussen de Vladslovaart en de IJzer, nabij het gehucht Schoorbakke en de Schoorbakkebrug. Het gebouw staat op de Lijst van onroerend erfgoed in Middelkerke.
De hedendaagse hoeve is gebouwd op een locatie waar al eeuwenlang de Schoorbakkehoeve is gelegen. De eerste hoeve, vroeger de Knuydtswalle genoemd, dateerde van 1176. Het was een schapenhoeve verbonden aan de Sint-Niklaasabdij van Veurne, aan de abdij geschonken door Filips van de Elzas. Het was een half gesloten hoeve met een omwalling en een Vlaamse schuur. Daarrond was een wal aangelegd met een brede sloot.  Alleen de stenen toegangspoort is een restant van een van de vroegere wallen. De 18e-eeuwse boerderij op die locatie werd tijdens de Eerste Wereldoorlog volledig vernield, maar nadien heropgebouwd. Sinds 1971 werd het domein uitgebaat voor hoevetoerisme, en bood het infrastructuur voor overnachtingen.  Deze werden nadien uitgebouwd tot een hotel-restaurant combinatie.